# گودلند، شهرستان آیرون، میزوری
گودلند (به انگلیسی: Goodland) یک منطقهٔ مسکونی در ایالات متحده آمریکا است که در میزوری واقع شده‌است. گودلند ۲۸۹٫۸۷ متر بالاتر از سطح دریا واقع شده‌است.